# Gare d’Orangeville (CPR)
La Gare d’Orangeville  est une ancienne gare ferroviaire historique à Orangeville, Ontario, Canada.

## Histoire

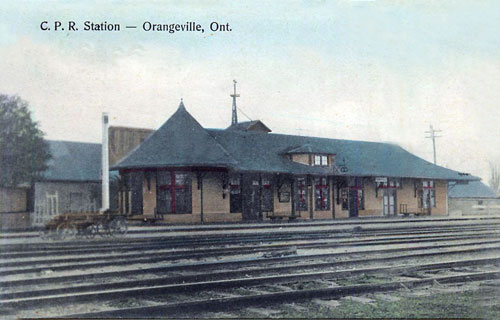
La gare à son emplacement d'origine à côté des rails, au début des années 1900.

La Toronto, Grey and Bruce Railway arrive à Orangeville en 1871 et la Credit Valley Railway arrive à Orangeville en 1879. En 1884 ces deux compagnies sont absorbées par le Canadien Pacifique.
La gare est construite vers 1906, pour remplacer une autre détruit par un incendie. Les autorités ferroviaires avaient discuté la construction d'une autre gare dans la ville, mais cette idée a toujours été mise de côté. Le feu a résolu le problème pour eux. La gare est construite dans un style reconnaissable, similaire avec d’autres gares du Canadien Pacifique en Ontairo. Par contre, sa conception est unique avec sa salle d'attente ronde et sa structure de toit conique inhabituelle (en  forme de "chapeau de sorcière"), un style de toit qu'elle partage avec la Gare de Goderich.
La gare a été déménagée à son emplacement actuel sur la rue Armstrong en 1990; avant ceci, elle était sur la rue Town Line. Elle sert de restaurant depuis son déplacement. Un feu ravage l’intérieur de l’édifice en 2004 causant la perte des planches de bois en rainures et languettes sur les murs et le plafond à l'intérieur, ainsi que la perte des bancs originaux le long des murs. L’extérieur est soigneusement restauré. La gare est un « bien patrimonial désigné » par la ville.
Le dernier train de passagers arrive à Orangeville le 30 octobre, 1970. Un bâtiment de restaurant a été construit en 1943 pour servir les passagers puisque aucun des trains avait le service des repas. Le restaurant ferme en 1959 lorsque les services des trains de banlieue prennent fin. Il continua à être utilisé comme un dortoir des équipes de train pour de nombreuses années. Ce restaurant/dortoir sera détruit par un incendie en 2006. La même année, une nouvelle gare sera construite sur l’emplacement du dortoir, pour servir de gare du Orangeville-Brampton Railway et ses trains touristiques.
Orangeville avait aussi des installations de triage des trains de marchandises.